# 表观遗传跨代继承

“代際的”與“跨代的”繼承

表观遗传跨代继承又称跨代表觀遺傳、表观遗传隔代传递效应，属于跨代表观遗传学的研究范围，是指祖辈的某些基因外信息会传递给孙代，并在孙代的身上烙下痕迹，表现出相应的特征。

## 因素

### 祖辈的孕期行为环境
祖辈的孕期环境、行为不仅会直接影响到子代的健康，而且可能通过生殖表观遗传的改变进一步影响孙代的患病风险。美国洛杉矶的一项研究发现，祖母怀孕时吸烟的儿童与母亲怀孕时吸烟的儿童相比，前者发生哮喘的比例更高。研究者认为，当女性出生时，其卵巢中已经有了完整的、且一生可用的卵细胞。这意味着当母亲仍在外祖母的子宫内时，就已创造好了她以后生育所需用的卵细胞，或者说就已经准备好了她子女的一半染色体。当外祖母将遗传外信息传递给母亲时，她也将信息传递给了卵细胞，这最终将为女儿提供一半DNA，而祖母吸烟可能促发幼女卵细胞的遗传外效应。可见，父母或祖父母的特性最终可通过生殖系统传给后代。

### 祖辈的孕期营养
一项大鼠喂养试验表明，F0代在妊娠期间用限制蛋白质饮食喂养，结果造成F1代和F2代血压升高，发生了胰岛素抵抗，尽管F1代在妊娠期间的营养正常。一项对瑞典北部Överkalix 1890年、1905年和1920年出生的人的记录结果显示，如果祖父辈在其缓慢生长期间（即青春期生长发育高峰之前）吃得太多，其孙辈的糖尿病死亡率升高。

## 相关术语
隔代遗传，指由于基因重组导致生物体的某一性状在间隔若干代后又重新出现的一种遗传方式。这种遗传病（如隐性遗传病等）并不是每一代都出现患者，可能相隔2代或3代才出现患者。隔代遗传是遗传、表观遗传及数量遗传共同作用的结果